# 交響曲第94番 (ハイドン)
交響曲第94番 ト長調 Hob. I:94 は、フランツ・ヨーゼフ・ハイドンが作曲した交響曲。イギリス訪問時のロンドンで作曲された、いわゆる『ロンドン交響曲』のうちの1曲であり、『驚愕』（または『びっくり』、英: The Surprise, 独: Mit dem Paukenschlag）の愛称で知られている。

## 概要
ハイドンが長年楽長として仕えてきたエステルハージ侯の死去に伴って、同侯家を去ることになってから2度にわたって経験したロンドン旅行の1回目の滞在期間中にあたる1791年に作曲されている。前記「2度にわたるロンドン滞在」で書き上げた『ロンドン交響曲』（ザロモン・セット）のうちの1曲に数えられると共に、ハイドンが遺した全作品の中でも最も有名な作品の一つにも数えられる。
ロンドン滞在1回目の期間中にあたる1792年3月23日に初演されている。

### 作曲の経緯
ハンガリー系貴族のニコラウス・エステルハージ侯爵に長らく仕え、同候家お抱えの楽団の楽長として食卓向けの音楽を作るなど創作活動を行ってきたハイドンであったが、1790年にニコラウス・エステルハージ侯爵が死去することで転機を迎えることとなった。その後を継いだアントン・エステルハージ侯爵は父親の音楽愛好を受け継がずにお抱えの楽団を解散してしまい、この結果として肩書きだけの楽長と化したハイドンは同侯家を去り、自由な立場の音楽家としてウィーンに赴いた。
そのウィーンでは、ハイドンの噂を聞きつけて赴いてきたボン出身のヴァイオリニストで興行主としても知られるヨハン・ペーター・ザーロモンと出会った。ハイドンはそこでザーロモンから、ロンドンに渡ってザーロモン自身が主催する演奏会のため作曲して欲しい、との依頼を受けた。破格の待遇内容も併せて提示されたハイドンはザロモンからの依頼を引き受け、1791年から92年にかけて、および1794年から1795年にかけての2度にわたってロンドンに渡航・滞在し、のちに「ロンドン交響曲」（ザロモン・セット）と総称されることになる計12曲の交響曲を書き上げることとなった。当楽曲もこれら全12曲の交響曲に包含されるものの一つとして、ロンドン旅行1回目の滞在期間初年にあたる1791年に作曲され、翌1792年3月にロンドンに於いて初演されるに至る。

### 愛称の由来
当楽曲に付与されている『驚愕』という愛称は、第2楽章冒頭の主題が最弱音にて2度繰り返し演奏された後の16小節目に於いてティンパニを伴ったトゥッティで不意打ちを食らわせるが如くに強く演奏するところから名付けられたもので、作曲者自身が命名したのではなく、初演から間もなくして初演地のロンドンで発行された新聞紙上に掲載された演奏評に由来する。
こうした作曲の仕方を採った背景として、ハイドン自身が1度目のロンドン滞在中に目の当たりにした聴衆のマナーの悪さがあったとされている。当時、聴衆の中に居眠りをする者が少なからず存在していた。このことに癪に障る思いを抱いていたハイドンは、持ち前のユーモアさなどを活かし、当楽曲の作曲を通じて聴衆をたたき起こそうと行動を起こしたのである。そして実際の演奏の場で、前記第2楽章の強奏箇所のところでハイドンはティンパニ奏者に対し力一杯叩くよう指示、果たして狙い通りに聴衆がビックリして飛び上がったという。
もっとも、このことに関しては、音楽ジャーナリストの飯尾洋一が、主題を最弱音で一通り演奏した後に唐突な強奏をすることで驚かせるという趣向自体は使い古されたジョークであり、むしろ最弱音で演奏される主題こそが、茶目っ気がそのまま音になって表現されているかのようで可笑しい、という考え方を示している。
なお、愛称の『驚愕』自体に関して、英語表記では「The Surprise」と表される一方、ドイツ語表記では「Mit dem Paukenschlag」と表される。直訳すると「ティンパニの打奏を伴った」という意味になる。

## 楽器編成
| 木管         | 木管 | 金管         | 金管         | 打         | 打       | 弦              | 弦 |
| ------------ | ---- | ------------ | ------------ | ---------- | -------- | --------------- | -- |
| フルート     | 2    | ホルン       | 2            | ティンパニ | ●        | 第1ヴァイオリン | ●  |
| オーボエ     | 2    | トランペット | 2            | 他         |          | 第2ヴァイオリン | ●  |
| クラリネット |      | 他           |              | 他         | ヴィオラ | ●               |    |
| ファゴット   | 2    | 他           | チェロ       | 他         | ●        |                 |    |
| 他           |      | 他           | コントラバス | 他         | ●        |                 |    |

## 曲の構成
全4楽章、演奏時間は約23分。
- 第1楽章 アダージョ・カンタービレ - ヴィヴァーチェ・アッサイ

ト長調、4分の3拍子 - 8分の6拍子、ソナタ形式。
（譜例1）
お使いのブラウザーでは、音声再生がサポートされていません。音声ファイルをダウンロードをお試しください。
（譜例2）
お使いのブラウザーでは、音声再生がサポートされていません。音声ファイルをダウンロードをお試しください。
4分の3拍子によるアダージョ・カンタービレの序奏部（譜例1）と、8分の6拍子によるヴィヴァーチェ・アッサイの主部（譜例2）からなる。第2主題は旋律的性格が薄いもので、シンコペーションによるリズムに走句風のパッセージが乗る形をとる。コデッタ主題は対位法的楽想によるもの。
- 第2楽章 アンダンテ

ハ長調、4分の2拍子、変奏曲形式。
お使いのブラウザーでは、音声再生がサポートされていません。音声ファイルをダウンロードをお試しください。
主題と4つの変奏からなる。有名な主要主題が  で反復されると、突如  による全合奏で「驚愕音」が鳴らされる。第2変奏はハ短調で、後半は  で劇的に進行する。第3変奏はオーボエやフルートの木管がメインになる。第4変奏ではクライマックスが築かれ、コーダではオーボエとファゴットが主題を奏でて静かに曲が終わる。
- 第3楽章 メヌエット：アレグロ・モルト - トリオ

ト長調、4分の3拍子、三部形式。
お使いのブラウザーでは、音声再生がサポートされていません。音声ファイルをダウンロードをお試しください。
お使いのブラウザーでは、音声再生がサポートされていません。音声ファイルをダウンロードをお試しください。
ハイドンのメヌエットとしては最も速いテンポ表記が与えられている。
- 第4楽章 フィナーレ：アレグロ ・ディ・モルト

ト長調、4分の2拍子、ロンドソナタ形式。
お使いのブラウザーでは、音声再生がサポートされていません。音声ファイルをダウンロードをお試しください。
第2主題は軽やかなリズムに乗って奏され、コデッタはやはり  フレーズである。展開部は第1主題で始まり、転調を繰り返して劇的に進行する。再び第1主題が現れると再現部。ト短調に転じた後、第2主題の再現も型どおりに続き、第1主題の動機に基づく短いコーダへなだれ込んでゆく。